# Taugon
Taugon és un municipi francès situat al departament del Charente Marítim i a la regió de la Nova Aquitània. L'any 2007 tenia 698 habitants.

## Demografia

### Població
El 2007 la població de fet de Taugon era de 698 persones. Hi havia 272 famílies de les quals 67 eren unipersonals (35 homes vivint sols i 32 dones vivint soles), 85 parelles sense fills, 95 parelles amb fills i 25 famílies monoparentals amb fills.
La població ha evolucionat segons el següent gràfic:
Habitants censats

### Habitatges
El 2007 hi havia 436 habitatges, 278 eren l'habitatge principal de la família, 129 eren segones residències i 30 estaven desocupats. 430 eren cases i 4 eren apartaments. Dels 278 habitatges principals, 215 estaven ocupats pels seus propietaris, 58 estaven llogats i ocupats pels llogaters i 4 estaven cedits a títol gratuït; 6 tenien dues cambres, 42 en tenien tres, 77 en tenien quatre i 152 en tenien cinc o més. 184 habitatges disposaven pel capbaix d'una plaça de pàrquing. A 129 habitatges hi havia un automòbil i a 136 n'hi havia dos o més.

### Piràmide de població
La piràmide de població per edats i sexe el 2009 era:
| Homes | Edats   | Dones |
| ----- | ------- | ----- |
| 0     | 95 o +  | 4     |
| 4     | 90 a 94 | 20    |
| 4     | 85 a 89 | 40    |
| 8     | 80 a 84 | 12    |
| 16    | 75 a 79 | 16    |
| 16    | 70 a 74 | 20    |
| 20    | 65 a 69 | 24    |
| 20    | 60 a 64 | 24    |
| 8     | 55 a 59 | 24    |
| 20    | 50 a 54 | 8     |
| 16    | 45 a 49 | 20    |
| 20    | 40 a 44 | 8     |
| 20    | 35 a 39 | 20    |
| 12    | 30 a 34 | 16    |
| 16    | 25 a 29 | 32    |
| 12    | 20 a 24 | 0     |
| 20    | 15 a 19 | 12    |
| 16    | 10 a 14 | 16    |
| 28    | 5 a 9   | 8     |
| 8     | 0 a 4   | 16    |

## Economia
El 2007 la població en edat de treballar era de 432 persones, 333 eren actives i 99 eren inactives. De les 333 persones actives 289 estaven ocupades (166 homes i 123 dones) i 44 estaven aturades (25 homes i 19 dones). De les 99 persones inactives 42 estaven jubilades, 22 estaven estudiant i 35 estaven classificades com a «altres inactius».

### Ingressos
El 2009 a Taugon hi havia 298 unitats fiscals que integraven 733 persones, la mediana anual d'ingressos fiscals per persona era de 14.843,5 €.

### Activitats econòmiques
Dels 19 establiments que hi havia el 2007, 1 era d'una empresa alimentària, 1 d'una empresa de fabricació d'altres productes industrials, 7 d'empreses de construcció, 2 d'empreses de comerç i reparació d'automòbils, 1 d'una empresa de transport, 1 d'una empresa d'hostatgeria i restauració, 1 d'una empresa d'informació i comunicació, 1 d'una empresa financera, 2 d'empreses immobiliàries, 1 d'una empresa de serveis i 1 d'una entitat de l'administració pública.
Dels 7 establiments de servei als particulars que hi havia el 2009, 3 eren paletes, 1 guixaire pintor, 2 electricistes i 1 restaurant.
Dels 2 establiments comercials que hi havia el 2009, 1 era una botiga de menys de 120 m² i 1 una fleca.
L'any 2000 a Taugon hi havia 17 explotacions agrícoles que ocupaven un total de 1.044 hectàrees.

## Equipaments sanitaris i escolars
El 2009 hi havia una escola elemental.

## Poblacions més properes
El següent diagrama mostra les poblacions més properes.